# ビスベン
ビスベン（英：Bisben）は、インドのヒマラヤ山脈地域原産のマスティフ犬種のひとつである。警備犬種でもある。
別名はヒマラヤン・ビスベン･シープドッグ（英:Himalayan Bisben Sheepdog),ヒマラヤン･ビスベン（英:Himalayan Bisben),ビスベン・オブ･ヒマラヤ（英:Bisben Of Himalaya),ヒスベン･シェパード(英:Bisben Shepherd)など。

## 歴史
古くから存在する犬種のひとつで、チベットのチベタン・マスティフを原産地に適応させ、中央アジア系のマスティフ、或いはモロサス種の犬を掛け合わせて作出された。
本種はさまざまな役割を担うが、メインの使役は主人の家や野営地を侵入者から守る、警備犬として働くことである。この他には家畜を野獣や家畜泥棒から守る護畜犬として番を行い、外敵と命がけで戦ったり、猟犬として大型獣を仕留めるのに使われる。
原産地以外では飼育されていない地域限定の希少種で、他地域に輸出されたことは一度も無い。もちろんほぼ全ての犬が実用犬として飼育されている。

## 特徴
チベタン・マスティフから進化したと考えられている犬種であるが、セントラル・エイジアン・シェパード・ドッグのような原始的な特徴も持っている。筋骨隆々で骨太のがっしりとした体を持ち、とても力が強い。頭部は大きく長めで、マズルも太く長く先が尖っている。あごの力は極めて強靭である。耳は垂れ耳、尾は長く先端が輪を描いたゆるい巻き尾で、飾り毛がありふさふさしている。コートは厚く柔らかいロングコートで、非常に防寒性が高い。毛色はブラク・アンド・ホワイト、ホワイト・アンド・レッドなど。大型犬サイズで、性格は主人にとても忠実で従順だが、防衛本能と警戒心が強く、勇敢である。独立心も強く、主人以外の人にはまず懐かない。仕事柄により、他の犬に対する友好性もほとんど無い。しつけは主人からのみ受け付け、状況判断力と自己判断力が高い。飼育の際には力や獰猛性を抑えるための訓練が必要である。運動量は多めで、かかりやすい病気は大型犬にありがちな股関節形成不全や骨肉腫などが挙げられる。